# Petriwka (hromada Sełydowe)
Petriwka (ukr. Петрівка) – wieś na Ukrainie, w obwodzie donieckim, w rejonie pokrowskim, w hromadzie Sełydowe. W 2001 liczyła 392 mieszkańców.